# Championnat du Brésil de football de deuxième division 2007
Navigation
Serie B 2006 Serie B 2008
La saison 2007 de Série B est la vingt-septième édition du championnat du Brésil de football de deuxième division, qui constitue le deuxième échelon national du football brésilien. 

## Compétition
Vingt équipes participent au championnat, en fin de saison les quatre premiers sont promus en  championnat du Brésil 2008 et les quatre derniers sont relégués en Serie C.

### Classement
| Rang | Équipe                | Pts  | J  | G  | N  | P  | Bp | Bc | Diff |
| ---- | --------------------- | ---- | -- | -- | -- | -- | -- | -- | ---- |
| 1    | Coritiba              | 69   | 38 | 21 | 6  | 11 | 54 | 41 | +13  |
| 2    | Ipatinga P            | 67   | 38 | 20 | 7  | 11 | 60 | 41 | +19  |
| 3    | Portuguesa            | 63   | 38 | 17 | 12 | 9  | 63 | 46 | +17  |
| 4    | Vitória P             | 59   | 38 | 18 | 5  | 15 | 68 | 50 | +18  |
| 5    | Fortaleza R           | 56   | 38 | 17 | 5  | 16 | 51 | 46 | +5   |
| 6    | Marília               | 53-6 | 38 | 17 | 8  | 13 | 66 | 61 | +5   |
| 7    | Criciúma P            | 53   | 38 | 15 | 8  | 15 | 51 | 44 | +7   |
| 8    | CRB                   | 53   | 38 | 15 | 8  | 15 | 54 | 62 | -8   |
| 9    | Brasiliense           | 53   | 38 | 14 | 11 | 13 | 57 | 53 | +4   |
| 10   | São Caetano R         | 53   | 38 | 13 | 14 | 11 | 45 | 39 | +6   |
| 11   | Ponte Preta R         | 52   | 38 | 13 | 13 | 12 | 58 | 44 | +14  |
| 12   | SE Gama               | 51   | 38 | 14 | 9  | 15 | 53 | 56 | -3   |
| 13   | Grêmio Barueri P      | 51   | 38 | 14 | 9  | 15 | 57 | 71 | -14  |
| 14   | Santo André           | 51   | 38 | 13 | 12 | 13 | 51 | 50 | +1   |
| 15   | Avaí                  | 51   | 38 | 14 | 9  | 15 | 52 | 55 | -3   |
| 16   | Ceará                 | 50   | 38 | 13 | 11 | 14 | 58 | 58 | 0    |
| 17   | Paulista              | 45   | 38 | 12 | 9  | 17 | 58 | 61 | -3   |
| 18   | Santa Cruz (Recife) R | 45   | 38 | 12 | 9  | 17 | 47 | 65 | -18  |
| 19   | Clube do Remo         | 36   | 38 | 10 | 6  | 22 | 53 | 69 | -16  |
| 20   | Ituano                | 33   | 38 | 8  | 9  | 20 | 41 | 74 | -33  |

| Légende : Qualifications et relégation | Légende : Qualifications et relégation      |
| -------------------------------------- | ------------------------------------------- |
|                                        | Promotion en Serie A                        |
|                                        | Relégation en Série C                       |
|                                        | R : Relégué de Série A P : Promu de Série C |

- Marília a une pénalité de six points pour emploi d'un joueur non homologué.

- Coritiba gagne son premier titre de champion de deuxième division[1] et est promu en championnat du Brésil 2007.